# Antiochia am Mäander
Antiochia oder Antiocheia am Mäander (altgriechisch Ἀντιόχεια τοῦ Μαιάνδρου oder πρὸς Μαιάνδρω, lateinisch Antiochia ad Maeandrum) war eine antike karische Stadt am Mäander in Kleinasien, die vor allem wegen ihrer bei Strabon erwähnten steinernen Brücke über den Mäander von überregionaler Bedeutung war.

## Lage
Die Stadt lag an der Einmündung des Flüsschens Morsynos (heute Dandalas Su) in den Mäander, am Südrand der Mäanderebene. Heute befindet sich an dieser Stelle das Dorf Yenişer, das wiederum einige Kilometer südöstlich von Kuyucak in der Provinz Aydın, Türkei, in der Nähe der heutigen Stadt Başaran liegt. Rund 30 km südlich davon, im Morsynos-Tal, lag die bedeutendere antike Stadt Aphrodisias. Ein archäologischer Survey unter Christopher Ratté 1994 konnte nur noch wenige Reste der Stadt feststellen, darunter Teile der Stadtmauer und einer Zitadelle, wie auch das Stadion.

## Geschichte
Die Stadt wurde vom Seleukidenherrscher Antiochos I. wohl auf dem Wege eines Synoikismos gegründet, existierte aber als Siedlung bereits zuvor. Einige Zeit trug sie auch den Nebennamen Pythopolis. Dank ihrer Brücke und ihrer Lage an der wichtigen Handelsstraße entlang dem Mäander erlangte die Heimatstadt des Sophisten Diotrephes insbesondere in römischer Zeit überregionale Bedeutung, die sich in der mehrfachen Abbildung der monumentalen Mäanderbrücke auf Münzprägungen der Stadt im 3. Jahrhundert n. Chr. widerspiegelt. Nach Titus Livius zog 189 v. Chr. der Konsul Gnaeus Manlius Vulso während seines Kampfes gegen die Galater durch die Stadt, die in der Kaiserzeit zur Festung ausgebaut wurde. Im Winter 113 besuchte Kaiser Trajan Antiochia, das insbesondere unter den Kaisern Decius, Valerian und Gallienus im Zusammenhang mit den Sassanideneinfällen eine zentrale strategische Rolle bekommen haben dürfte. In christlicher Zeit war Antiochia Bischofssitz, noch heute besteht ein Titularbistum. Die Stadt wird im Zusammenhang mit der Schlacht bei Antiochia am Mäander (1211) noch im Mittelalter als befestigt beschrieben; wann sie aufgegeben wurde, ist ungewiss.